# Egesina nomurai
Egesina nomurai är en skalbaggsart som beskrevs av Hayashi 1994. Egesina nomurai ingår i släktet Egesina och familjen långhorningar.
Artens utbredningsområde är Taiwan. Inga underarter finns listade i Catalogue of Life.